# Patricia Snel
Patricia Snel is een Nederlands schrijfster van voornamelijk thrillers. Zij studeerde Italiaanse taal- en letterkunde en kunstgeschiedenis aan de Universiteit Leiden. Aansluitend werkte ze voor een marketing- en communicatiebureau, werd zelfstandige en reisde meerdere maanden door Zuid-Amerika en Afrika.
Inspiratie voor haar thrillers haalt ze veelal uit de plaatsen waar zij heeft gewoond. In 2006 verliet ze Amsterdam voor Drenthe, om eind 2010 naar Singapore te vertrekken. In 2014 verhuisde ze naar de Kaaimaneilanden en twee jaar later keerde ze terug naar Amsterdam, waar ze zich vestigde op een woonboot aangemeerd bij De Duif aan de Prinsengracht.
Haar debuutroman Verblind (2010) draait om de wiethandel, waarbij Snel zich vooraf inleefde in het thema door zelf wiet te oogsten en te verhandelen. De intrigant speelt zich af op het Drentse platteland. Voor De jacht trok ze naar Congo om zich te verdiepen in de ivoorhandel. In Expat exit moet een gescheiden vrouw proberen haar leven weer op de rit te krijgen als ze noodgedwongen blijft wonen op Curaçao.

## Bestseller 60
| Boeken met noteringen in de Nederlandse Bestseller 60 | Jaar van verschijnen | Datum van binnenkomst | Hoogste positie | Aantal weken | Opmerkingen |
| ----------------------------------------------------- | -------------------- | --------------------- | --------------- | ------------ | ----------- |
| De expat                                              | 2011                 | 13-02-2013            | 22              | 12           |             |
| De vondeling van Veenhuizen                           | 2024                 | 24-04-2024            | 11              | 16           |             |

- Digitale Bibliotheek voor de Nederlandse Letteren: snel043
- Gemeinsame Normdatei: 1036272958
- International Standard Name Identifier: 0000 0003 9416 6556
- Nederlandse Thesaurus van Auteursnamen: 331905205
- Virtual International Authority File: 288601470